# Mirage (drag queen)
Mirage Amuro (nacida en 1993/1994), mejor conocida simplemente como Mirage, es el nombre artístico de Dean Sproule, una artista drag que compitió en la temporada 16 de RuPaul's Drag Race.

## Carrera
Mirage compitió en la temporada 16 de RuPaul's Drag Race. Interpretó un lip sync "heel clack heavy" con una canción original llamada "She's Such a Bitch" en el episodio de show de talentos. La canción hacía referencia a Anetra, concursante de la temporada 15. En el programa, Mirage habló de su herencia apache y de su actuación en el Indigenous Pride. Fue eliminada en el cuarto episodio ("RDR Live!"), tras quedar entre los dos últimos lugares en una prueba en la que los concursantes debían actuar en un sketch cómico al estilo de Saturday Night Live, y perder un lip-sync contra Geneva Karr con la canción "Dark Lady" (1974) de Cher. Mirage era la presentadora del programa cómico, y durante Untucked admitió que no se sabía la letra de "Dark Lady". Fue la segunda concursante eliminada en la temporada 16, quedando en decimotercer lugar.
Sam Damshenas incluyó a Mirage en la lista de 2024 de Gay Times de las quince mejores actuaciones en Drag Race. "She's Such a Bitch" fue nombrada número 18 en el "Top 20 Best Songs by Drag Queens" de Rolling Stone, calificándola de "clásico instantáneo."

## Vida personal
Mirage es de Las Vegas, y de ascendencia mexicana y nativa americana. Se mudó mucho durante su infancia y fue al instituto en Nuevo México.

## Discografía
- "She's Such a Bitch" (2024)

## Filmografía

### Televisión
- RuPaul's Drag Race (temporada 16)
- RuPaul's Drag Race: Untucked

### Series web
- Whatcha Packin' (2024)[15]
- Hey Qween! (2024)
- Bring Back My Girls